# Zamia furfuracea
Zamia furfuracea är en kärlväxtart som beskrevs av Carl von Linné d.y.. Zamia furfuracea ingår i släktet Zamia och familjen Zamiaceae. IUCN kategoriserar arten globalt som starkt hotad. Inga underarter finns listade i Catalogue of Life.

## Bildgalleri

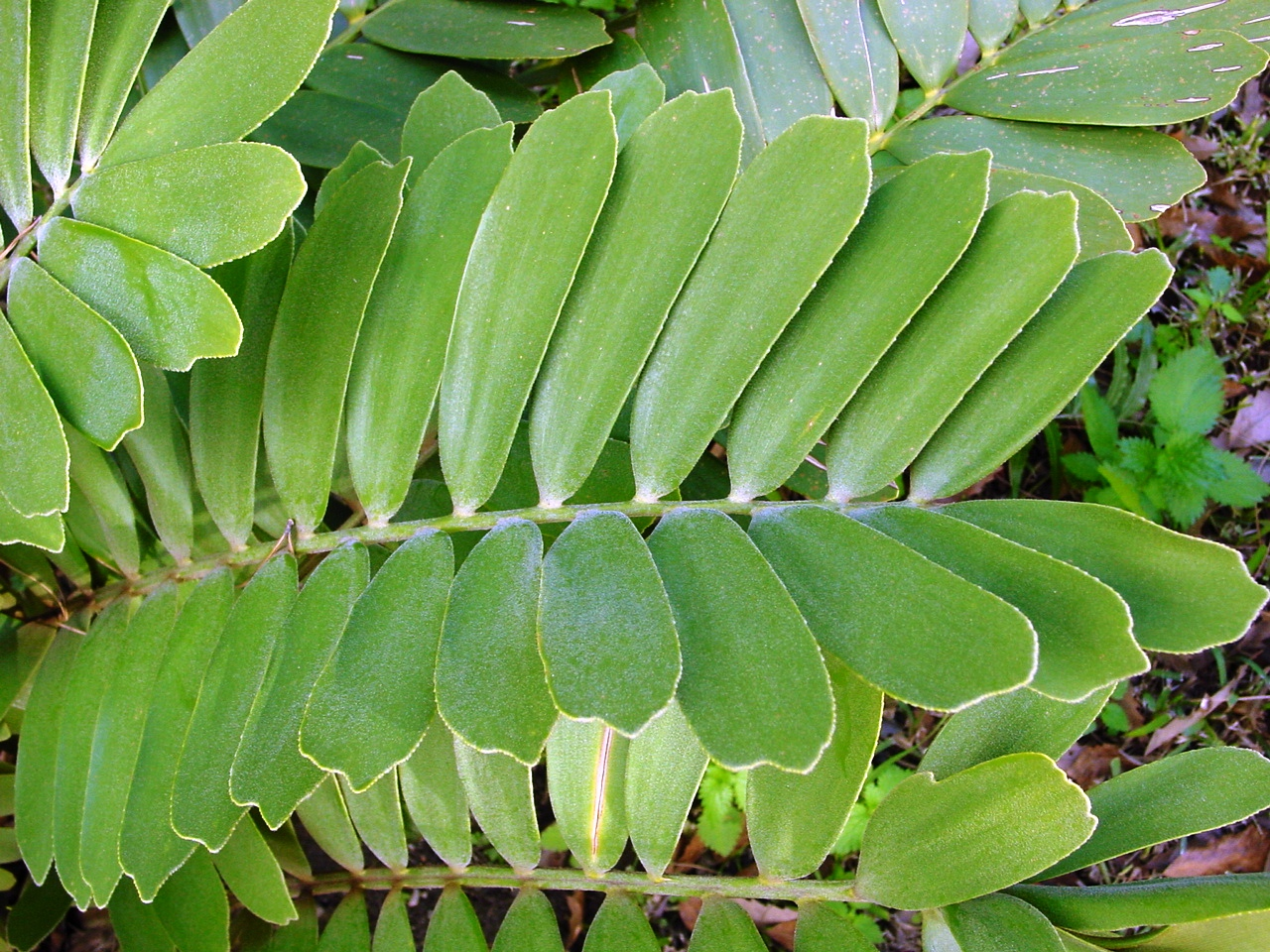